# قاموس كانغ شي
قاموس كانغ شي (بالبينيين: Kāngxī Zìdiǎn) هو قاموس صيني تقليدي عُدّ المرجع المعياري الأساسي للكتابة الصينية خلال القرنين الثامن عشر والتاسع عشر. أمر الإمبراطور كانغ شي من سلالة تشينغ الحاكمة بجمعه عام 1710. استند هذا القاموس إلى نظام تصنيف سابق يُعرف باسم زيهوي، يقوم على 214 مفتاحًا كتابيًا، عُرف النظام لاحقًا باسم مفاتيح كانغ شي. نُشر المعجم رسميًا سنة 1716، وسُمِّي باسم الحقبة الإمبراطورية التي أُنجز خلالها.
يحتوي القاموس على أكثر من 47000 رمزا صينيا، 40٪ منها عبارة عن أشكال رسومية مختلفة. بالإضافة إلى ذلك، هناك شخصيات نادرة أو قديمة، تم توثيق بعضها لمرة واحدة فقط في القاموس. أقل من ربع الرموز التي يحتوي عليها القاموس تعد شائعة الاستخدام حاليا.